# Bahnstrecke Merseburg–Leipzig-Leutzsch
| Reisezug nach Ankunft in Leipzig-Leutzsch (1998) |                      |                                             |                                         |
| Streckennummer: | 6810                 |                                             |                                         |
| Kursbuchstrecke (DB): | 584 (1998)           |                                             |                                         |
| Kursbuchstrecke: | 156a (1934)          |                                             |                                         |
| Streckenlänge: | 27,73 km             |                                             |                                         |
| Spurweite: | 1435 mm (Normalspur) |                                             |                                         |
| Maximale Neigung: | 5 ‰                  |                                             |                                         |
| Minimaler Radius: | 300 m                |                                             |                                         |
| |                      |                                             |                                         |
| \| \| \| von Halle (Saale) Hbf \| \| \| \| \| von Schafstädt und von Halle-Nietleben \| \| \| \| \| Merseburg Hbf \| 99 m \| \| \| \| Merseburg Gbf \| 100 m \| \| \| −0,017 \| nach Weißenfels \| nach Weißenfels \| \| \| \| Abzw Leuna \| \| \| \| \| Verbindungsbahn zur Werkbahn Leuna \| \| \| \| 4,310 \| Leuna früher Rössen \| 100 m \| \| \| 5,00 \| Saalebrücke (165 m) \| Saalebrücke (165 m) \| \| \| 5,20 \| Leuna Brücke nur 1945/47 \| 100 m \| \| \| 6,50 \| Kreypau früher Trebnitz (b Merseburg) \| Kreypau früher Trebnitz (b Merseburg) \| \| \| 6,50 \| Abzw Leuna Lw \| Abzw Leuna Lw \| \| \| 8,30 \| nach Halle-Ammendorf über Lochau Werkbf \| nach Halle-Ammendorf über Lochau Werkbf \| \| \| 9,590 \| Wallendorf (b Merseburg) (zuletzt Hp) \| 95 m \| \| \| 12,410 \| Zöschen \| 95 m \| \| \| 16,620 \| Kötschlitz früher Kötzschlitz \| 94 m \| \| \| 17,90 \| Kötschlitz Ldst früher Kötzschlitz Ldst \| Kötschlitz Ldst früher Kötzschlitz Ldst \| \| \| 18,180 \| Landesgrenze Sachsen-Anhalt–Sachsen \| Landesgrenze Sachsen-Anhalt–Sachsen \| \| \| \| Bundesautobahn 9 \| \| \| \| 19,580 \| Dölzig \| 96 m \| \| \| 23,610 \| Böhlitz-Ehrenberg früher Gundorf-Burghausen \| 108 m \| \| \| 27,685 \| von Großkorbetha \| von Großkorbetha \| \| \| \| von Probstzella \| \| \| \| 27,70 \| Leipzig-Leutzsch \| 110 m \| \| \| \| nach Leipzig Hbf \| \| |                      |                                             |                                         |
| Strecke |                      | von Halle (Saale) Hbf                       | von Halle (Saale) Hbf                   |
| Abzweig geradeaus und von rechts |                      | von Schafstädt und von Halle-Nietleben      | von Schafstädt und von Halle-Nietleben  |
| Bahnhof |                      | Merseburg Hbf                               | 99 m                                    |
| Dienststation / Betriebs- oder Güterbahnhof |                      | Merseburg Gbf                               | 100 m                                   |
| Abzweig geradeaus und nach rechts | −0,017               | nach Weißenfels                             | nach Weißenfels                         |
| Abzweig geradeaus und ehemals von links |                      | Abzw Leuna                                  | Abzw Leuna                              |
| Strecke |                      | Verbindungsbahn zur Werkbahn Leuna          | Verbindungsbahn zur Werkbahn Leuna      |
| ehemaliger Bahnhof | 4,310                | Leuna früher Rössen                         | 100 m                                   |
| Brücke über Wasserlauf | 5,00                 | Saalebrücke (165 m)                         | Saalebrücke (165 m)                     |
| ehemaliger Haltepunkt / Haltestelle | 5,20                 | Leuna Brücke nur 1945/47                    | 100 m                                   |
| ehemaliger Dienststation / Betriebs- oder Güterbahnhof | 6,50                 | Kreypau früher Trebnitz (b Merseburg)       | Kreypau früher Trebnitz (b Merseburg)   |
| ehemalige Blockstelle | 6,50                 | Abzw Leuna Lw                               | Abzw Leuna Lw                           |
| Abzweig ehemals geradeaus und nach links | 8,30                 | nach Halle-Ammendorf über Lochau Werkbf     | nach Halle-Ammendorf über Lochau Werkbf |
| Bahnhof (Strecke außer Betrieb) | 9,590                | Wallendorf (b Merseburg) (zuletzt Hp)       | 95 m                                    |
| Bahnhof (Strecke außer Betrieb) | 12,410               | Zöschen                                     | 95 m                                    |
| Haltepunkt / Haltestelle (Strecke außer Betrieb) | 16,620               | Kötschlitz früher Kötzschlitz               | 94 m                                    |
| Dienststation / Betriebs- oder Güterbahnhof (Strecke außer Betrieb) | 17,90                | Kötschlitz Ldst früher Kötzschlitz Ldst     | Kötschlitz Ldst früher Kötzschlitz Ldst |
| Grenze (Strecke außer Betrieb) | 18,180               | Landesgrenze Sachsen-Anhalt–Sachsen         | Landesgrenze Sachsen-Anhalt–Sachsen     |
| Strecke mit Straßenbrücke (Strecke außer Betrieb) |                      | Bundesautobahn 9                            | Bundesautobahn 9                        |
| Bahnhof (Strecke außer Betrieb) | 19,580               | Dölzig                                      | 96 m                                    |
| Bahnhof (Strecke außer Betrieb) | 23,610               | Böhlitz-Ehrenberg früher Gundorf-Burghausen | 108 m                                   |
| Abzweig ehemals geradeaus und von rechts | 27,685               | von Großkorbetha                            | von Großkorbetha                        |
| Abzweig geradeaus und von rechts |                      | von Probstzella                             | von Probstzella                         |
| Bahnhof | 27,70                | Leipzig-Leutzsch                            | 110 m                                   |
| Strecke |                      | nach Leipzig Hbf                            | nach Leipzig Hbf                        |

Die Bahnstrecke Merseburg–Leipzig-Leutzsch war eine Nebenbahn in Sachsen-Anhalt und Sachsen. Sie begann in Merseburg und führte über Leuna und Böhlitz-Ehrenberg nach Leipzig-Leutzsch. Sie wurde auch „Merseburger Eisenbahn“ oder „Auenschreck“ genannt.

## Geschichte
Erste Ideen zu dieser Strecke gab es bereits 1896, diese wurden vorerst nicht realisiert. Ab 1906 wurde dann die Strecke Leutzsch–Merseburg geplant, 1910 jedoch nur der preußische Abschnitt Merseburg–Zöschen genehmigt. Der Bau dieser Teilstrecke startete 1915, wurde 1917 wiederum kriegsbedingt eingestellt. Seit 1919 gab es Personen- und seit 1928 ferner Güterverkehr zwischen Merseburg und Leuna. Ende der 1920er Jahre entschied man sich nach Verhandlungen mit Sachsen zum Weiterbau und so wurde 1928 erst die Strecke Merseburg–Zöschen und am 1. Juli 1931 dann die Gesamtstrecke Leutzsch–Merseburg dem Verkehr übergeben.

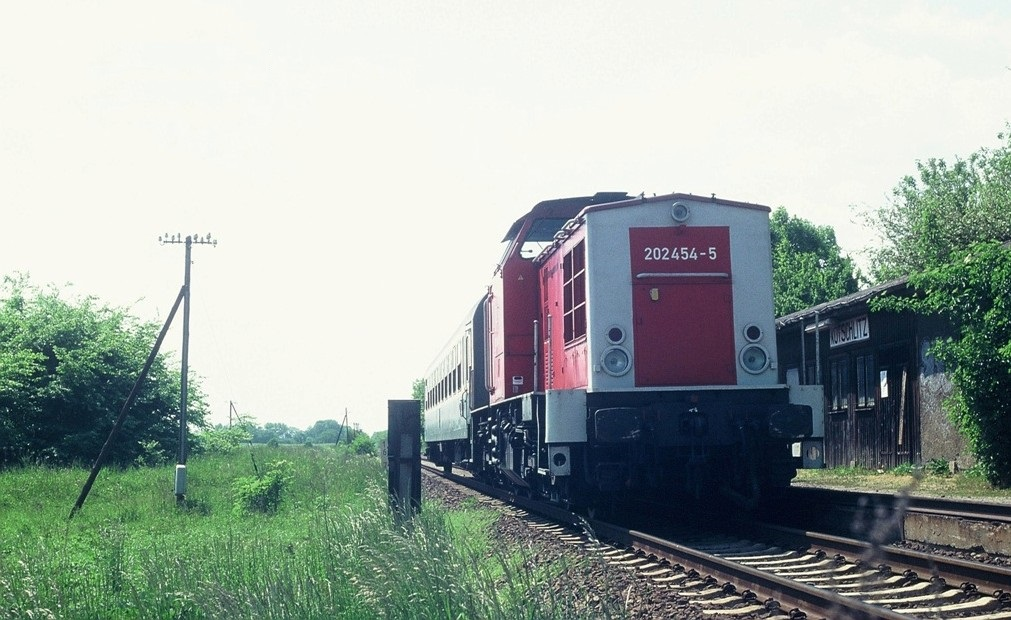
202 454 mit Reisezug in Kötschlitz (1998)

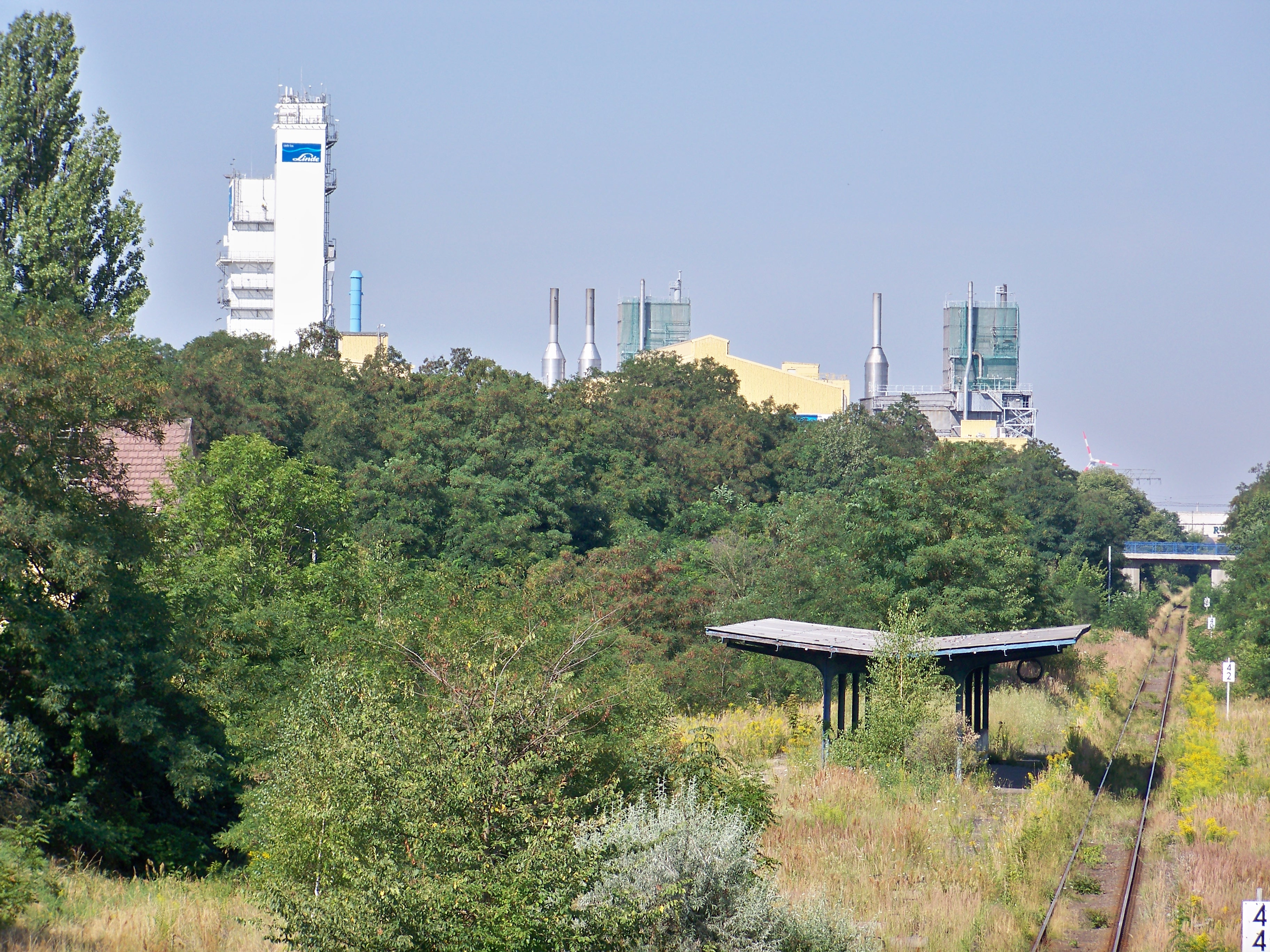
Bahnhof Leuna (2009)

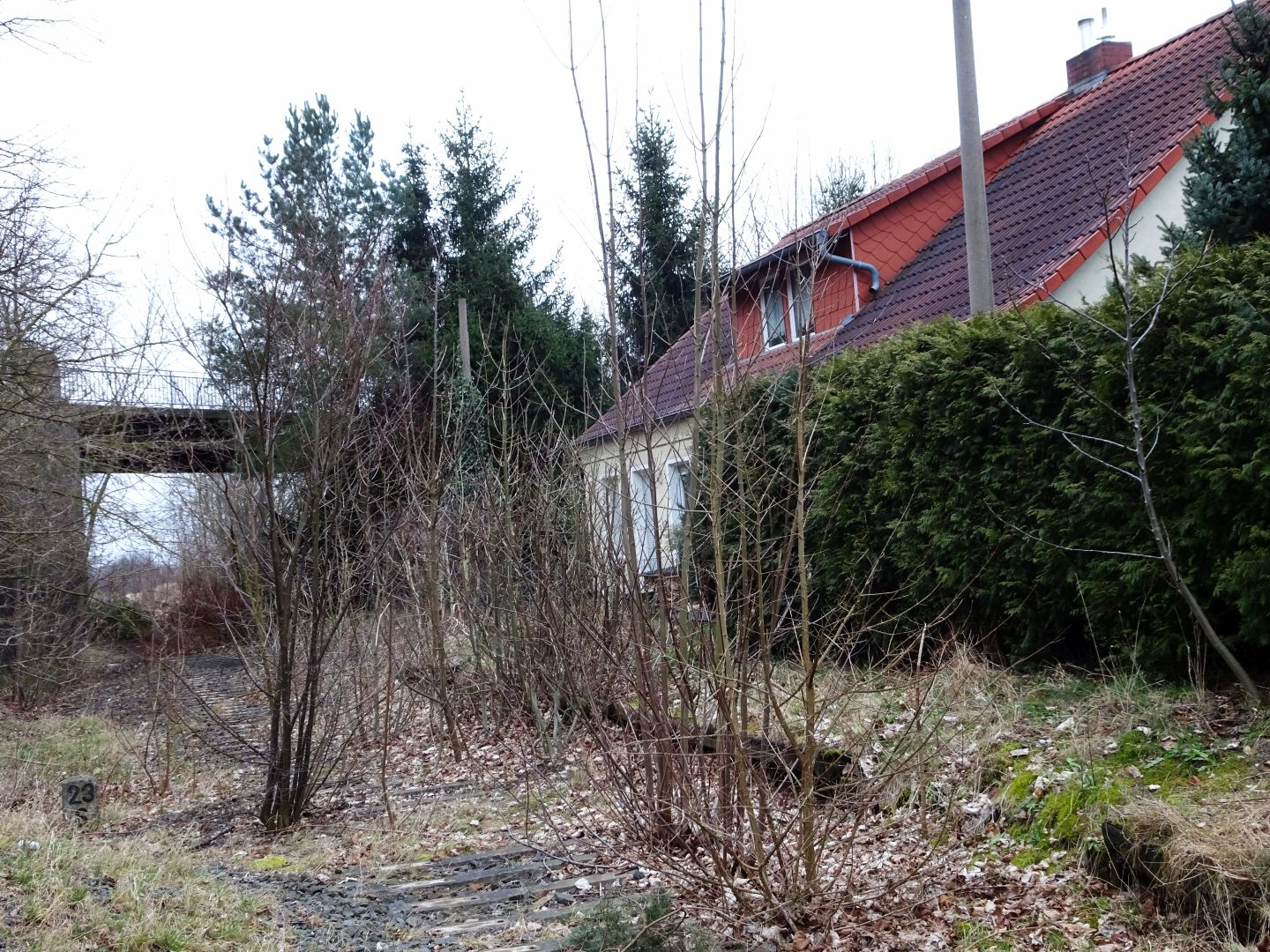
Haltepunkt Böhlitz-Ehrenberg (2018)

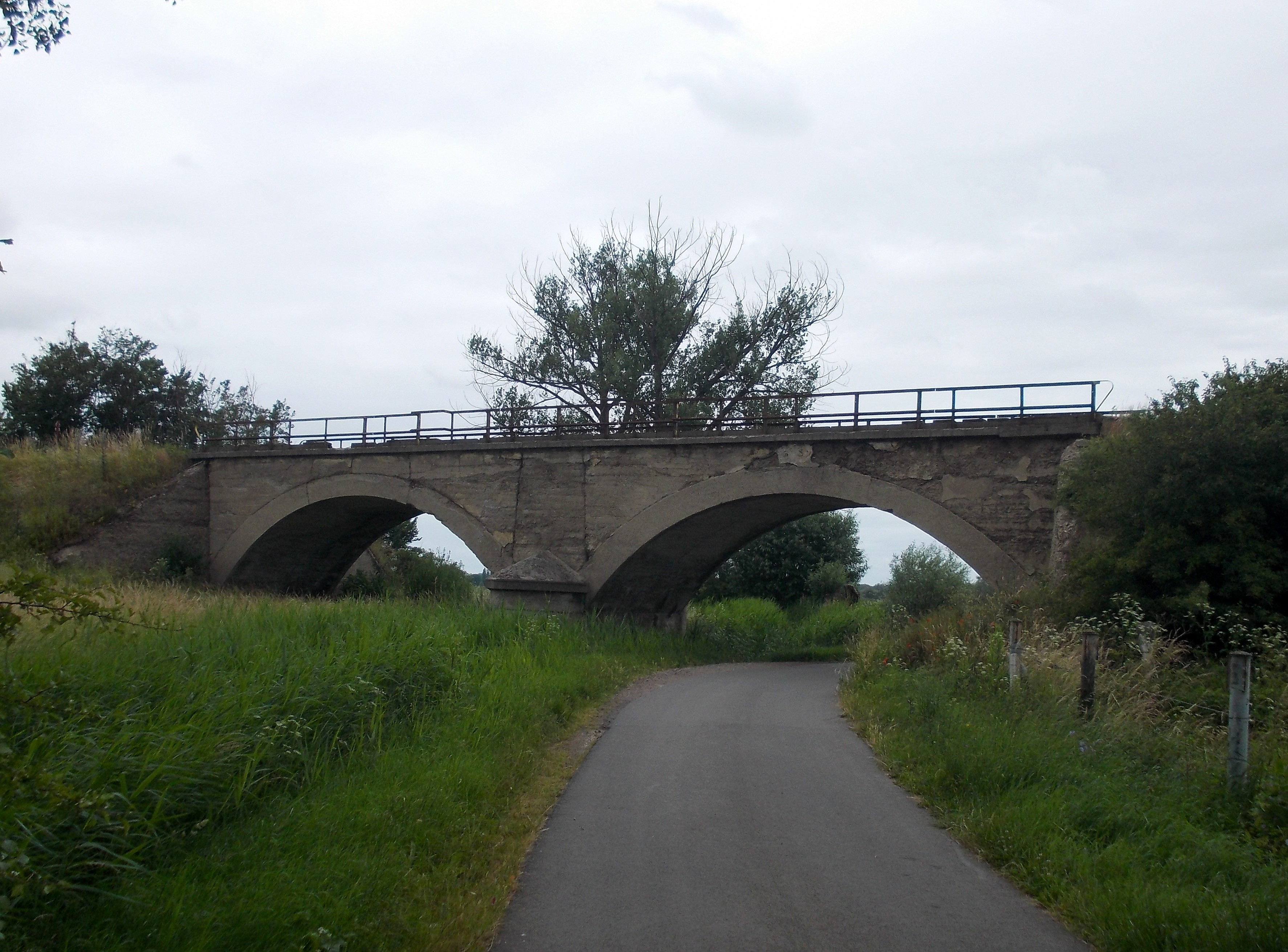
Brücke bei Friedensdorf (2014)

Anfang der 1990er Jahre wurden die durchgehenden Züge zwischen Leipzig Hbf und Merseburg eingestellt. Seitdem musste in Leipzig-Leutzsch umgestiegen werden. Nachdem das Land Sachsen die Bedienung seines Streckenteils zwischen Leutzsch und Dölzig im Jahr 1998 abbestellte, wurde am 23. Mai 1998 der Personenverkehr auch auf der Reststrecke eingestellt, da sich der alleinige Streckenteil in Sachsen-Anhalt nicht rentierte. Die Einstellung des Güterverkehrs im Abschnitt Luppenau–Leutzsch folgte zum 1. Januar 1999.
Die Bahn verkaufte 2012 die Strecke zwischen Friedensdorf und Böhlitz-Ehrenberg an die Sächsische Institut für Regionalentwicklung und Wirtschaft (Sire) AG, welche einen Radweg auf der Trasse errichten will. Dazu wurden die Schienen bereits entfernt, Schwellen und Schotter liegen dagegen noch. Zwischen Wallendorf und Merseburg gibt es bereits einen Radweg an der Bundesstraße 181. Der Bau eines Radweges auf der ehemaligen Bahnstrecke wurde bis 2019 nicht umgesetzt. Mittlerweile ist dieses auf der Gesamtstrecke kaum mehr möglich, da sie an verschiedene Nachfolgeeigentümer verkauft wurde. Im Jahr 2023 wurde schließlich auf dem Teilstück zwischen Wallendorf und Zöschen ein Radweg über den Bahndamm geführt.
Zwischen dem ehemaligen Bahnhof Wallendorf (Luppe) und der Gebrüder-von-Wedel-Straße wurde der Bahndamm abgetragen und anstelle dessen errichtete man Einfamilienhäuser. Weiter östlich im Ort wurde seit 2017 der Abriss der denkmalgeschützten, dreibogigen Brücke am Tonschacht gefordert, die sich dort in der südlichen Verlängerung der Kohlenstraße befand. Sie wurde im Jahr 2022 beseitigt.
Die Relation Leipzig–Merseburg wird von der PlusBus-Linie 131 bedient. Seit dem 13. Dezember 2015 ist sie zudem Teil des Landesnetzes Sachsen-Anhalt. An Werktagen verkehrt sie durchgehend halbstündlich sowie an Sonn- und Feiertagen zweistündlich. Auf dieser Verbindung führt die Vorlage einer Bahncard der DB AG seit dem Fahrplanwechsel 2015 zu einem ermäßigten Fahrpreis.

## Streckenbeschreibung

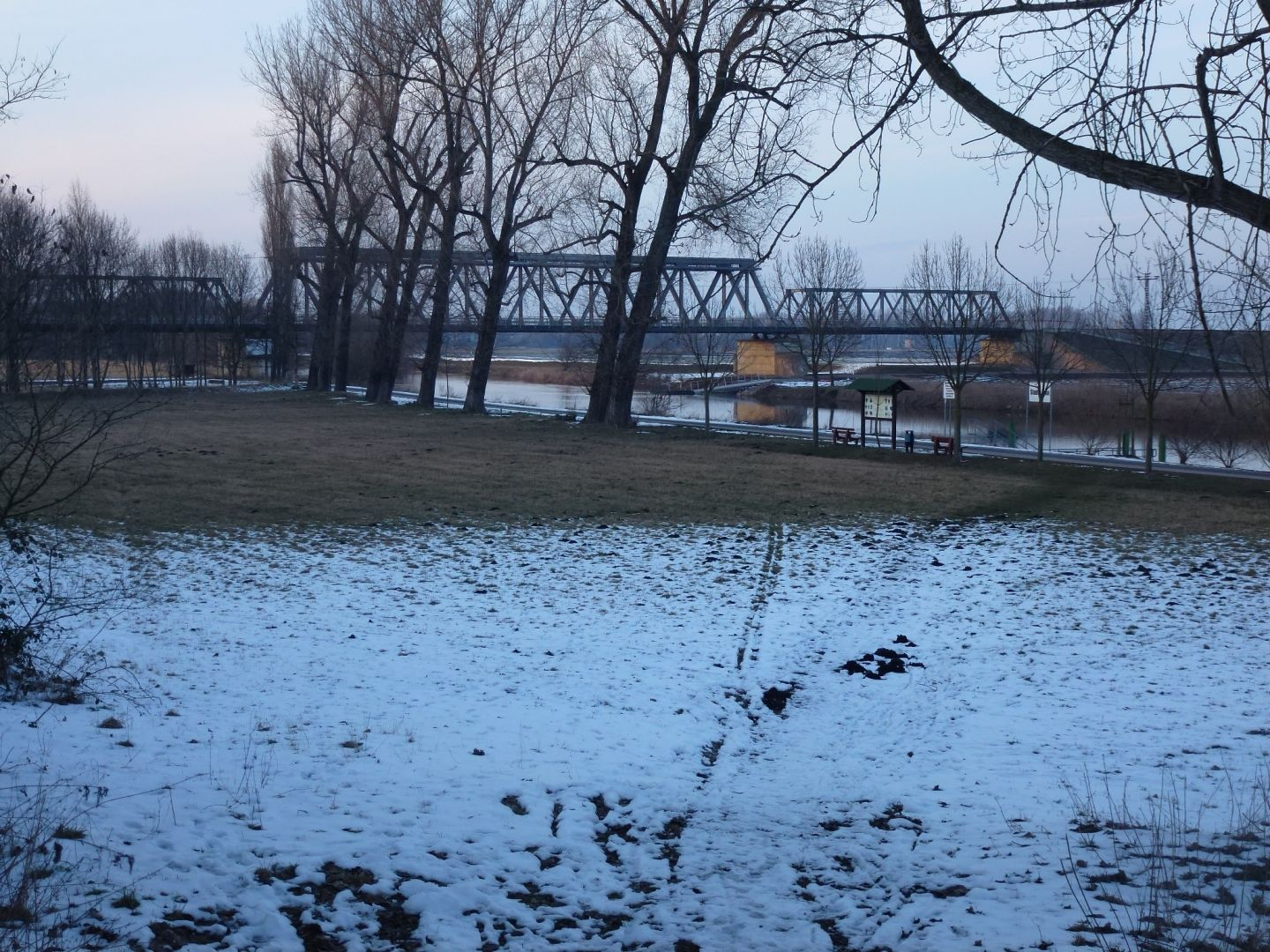
Saalebrücke bei Leuna (2013)

Die Bahnstrecke Merseburg–Leipzig trennt sich kurz vor Leuna von der Hauptstrecke Halle (Saale)–Weißenfels–Erfurt, verkehrt am Stadtbahnhof von Leuna vorbei und schwenkt nach der Überquerung der Saale dann über mehrere Kilometer in das Tal der Luppe ein, die sie bei Wallendorf erreicht. Von dort verkehrt sie im Tal der Luppe und ab Göhren parallel zum Elster-Saale-Kanal, bis sie bei Burghausen das Stadtgebiet von Leipzig erreicht. Zwischen Böhlitz-Ehrenberg und Leutzsch schwenkt sie parallel zum Verlauf der Hauptstrecke Leipzig–Weißenfels ein und endete bis 2010 in Leipzig-Leutzsch in einem Stumpfgleis, wobei im Vorfeld des Bahnhofs Leipzig-Leutzsch die Möglichkeit zum Wechsel auf die Hauptbahn Richtung Leipzig Hauptbahnhof gegeben war.
Die Eisenbahnbrücke über die Saale bei Leuna kann auch von Fußgängern zum Überqueren des Flusses benutzt werden.

## Strecke Leuna Lw–Lochau Werkbf–Halle-Ammendorf
Südlich des Ortes Luppenau befindet sich die ehemalige Streckenverzweigung Leuna Lw, bei der die Strecke 9706 nach Nordwesten in Richtung Halle-Ammendorf abzweigt. Die Abzweigweiche der weiterführenden Strecke nach Leipzig-Leutzsch wurde entfernt. 
Im weiteren Verlauf der Strecke nach Halle-Ammendorf wird die Bundesstraße 181 und die Luppe bei Luppenau überquert, es folgen die Ortschaften Löpitz am Wallendorfer See, Lössen, Burgliebenau, die kanalisierte Weiße Elster, die Ortsgrenze Lochau/Döllnitz, der von der Mitteldeutschen Umwelt- und Entsorgung GmbH (MUEG) betriebene Güterbahnhof Lochau Werkbf mit Anschlussgleis, die Unterquerung der Saale-Elster-Talbrücke, ein weiterer Güterbahnhof in Halle-Osendorf sowie die Einmündung in die Bahnstrecke Halle–Bebra im Bahnhof Halle-Ammendorf (ehemals Halle (Saale) Süd).
Zwischen Merseburg und Lochau findet seit 2008 wieder stärker werdender Güterverkehr statt, überwiegend bis zum Kieswerk Lochau. 
Auf der gleichen Strecke befindet sich weiterhin ein Schrottverwerter in Osendorf, der allerdings Richtung Halle-Ammendorf abtransportieren lässt. 
Auf Teilen der Strecke verkehrten gelegentlich Bauwagen zur Vorbereitung des Baus der Hochgeschwindigkeits-Neubaustrecke Erfurt–Leipzig/Halle mit der Saale-Elster-Talbrücke.